# Rectoglomospira
Rectoglomospira es un género de foraminífero bentónico de la subfamilia Ammovertellininae, de la familia Ammodiscidae, de la superfamilia Ammodiscoidea, del suborden Ammodiscina y del orden Astrorhizida. Su especie-tipo es Rectoglomospira senecta. Su rango cronoestratigráfico abarca desde el Scythiense (Triásico inferior) hasta el Anisiense superior (Triásico medio).

## Discusión
Clasificaciones previas incluían Rectoglomospira en el suborden Textulariina del orden Textulariida.

## Clasificación
Rectoglomospira incluye a la siguiente especie:
- Rectoglomospira senecta †